# Jennifer Jones (curling)
Jennifer Judith Jones (Winnipeg, 7 juli 1974) is een Canadees curler.

## Biografie
Ze werd viermaal Canadees kampioen, in 2008 werd ze wereldkampioen, en in 2014 veroverde ze de gouden medaille op de Olympische spelen in Sotsji. Jones begon op elfjarige leeftijd met curling, en speelt als skip.
In het dagelijks leven is ze advocaat,
ze studeerde aan de University of Manitoba. Ze is getrouwd met curler Brent Laing.  
1998: Gudereit, McCusker, Betker, Schmirler ·
2002: Martin, Morton, Knox, MacDonald, Rankin ·
2006: Norberg, Lund, Lindahl, Svärd, Bergman ·
2010: Norberg, Lund, Lindahl, Le Moine, Bergström ·
2014: Jones, Lawes, McEwen, Officer, Wall ·
2018: Hasselborg, Knochenhauer, Mabergs, McManus, Wåhlin ·
2022: Muirhead, Wright, Dodds, Duff, Smith